# Trichanarta diodonta
Trichanarta diodonta là một loài bướm đêm trong họ Noctuidae.